# 주빈 메타
주빈 메타(Zubin Mehta, 1936년 4월 29일 ~ )는 인도 출신의 지휘자로, 이스라엘 필하모닉 오케스트라(IPO)의 명예 음악 감독이자 로스앤젤레스 필하모닉의 명예 지휘자이다.
주빈 메타의 아버지는 봄베이 심포니 오케스트라의 창립자로, 메타는 어린 시절부터 아버지에게 음악 교육을 받았다. 18세 때 빈 국립 음악원에 입학하여 3년 만에 지휘 디플로마를 받고 졸업하였다. 이후 국제 콩쿠르에서 우승하기 시작했으며, 21세의 나이에 로열 리버풀 필하모닉 오케스트라를 지휘하며 두각을 나타냈다.
1960년대부터 메타는 세계 각지에서 저명한 지휘자들의 대타로 무대에 서며 경험을 쌓았고, 점차 세계적인 명성을 얻게 되었다. 1961년부터 1967년까지 몬트리올 심포니 오케스트라의 음악 감독을, 1962년부터 1978년까지 로스앤젤레스 필하모닉의 음악 감독을 역임하였다. 이로써 북미 주요 오케스트라 역사상 최연소 음악 감독으로 임명되었다.
1969년, 이스라엘 필하모닉 오케스트라의 음악 고문으로 임명되었으며, 1981년에는 종신 음악 감독으로 선정되었다. 이후 그는 1978년부터 1991년까지 뉴욕 필하모닉의 음악 감독으로 활동하였다. 또한, 1985년부터 2017년까지 피렌체의 마조 무지칼레 피오렌티노(Maggio Musicale Fiorentino)의 수석 지휘자로 활약하였다. 
피렌체와 텔아비브의 명예 시민으로 선정되었으며, 1997년에는 빈 국립 오페라, 2006년에는 바이에른 국립 오페라의 명예 회원으로 임명되었다. 또한, 전 세계 여러 오케스트라에서 명예 지휘자 칭호를 받았다.
21세기에 메타는 바이에른 국립 오페라와 함께 여러 차례 투어를 진행했으며, 계속해서 바쁜 일정 속에서 객원 지휘 활동을 이어가고 있다. 2006년 12월에는 케네디 센터 명예상을 수상하였으며, 2008년 10월에는 일본 황실로부터 다카마쓰노미야 전하기념 세계문화상을 받았다. 2011년 3월에는 할리우드 명예의 거리에 헌액되었다. 2016년에는 나폴리의 테아트로 산 카를로(Teatro San Carlo)의 명예 지휘자로 임명되었다.